# Tir als Jocs Olímpics d'estiu de 1960
Als Jocs Olímpics d'Estiu de 1960 celebrats a la ciutat de Roma (Itàlia) es disputaren sis proves de tir olímpic, totes elles en categoria masculina. Les proves es realitzaren entre els dies 3 i 10 de setembre de 1960 al Centre de tir rei Umbert I.
Hi participaren un total de 313 tiradors de 59 comitès nacionals diferents.

## Resum de medalles
| Prova                                     | Or                | Argent           | Bronze              |
| Pistola ràpida 25 metres Detalls          | William McMillan  | Pentti Linnosvuo | Alexander Zabelin   |
| Pistola lliure 50 metres Detalls          | Alexei Gustchin   | Makhmud Umarov   | Yoshihisa Yoshikawa |
| Rifle en posició estesa 50 metres Detalls | Peter Kohnke      | James Enoch Hill | Enrico Forcella     |
| Rifle en 3 posicions 50 metres Detalls    | Viktor Shamburkin | Marat Nijasov    | Klaus Zähringer     |
| Rifle en 3 posicions 300 metres Detalls   | Hubert Hammerer   | Hans Spillmann   | Vassily Borisov     |
| Fossa Olímpica Detalls                    | Ion Dumitrescu    | Galliano Rossini | Sergei Kalinin      |

## Medaller
| Posició | País           | Or | Argent | Bronze | Total |
| 1       | Unió Soviètica | 2  | 2      | 3      | 7     |
| 2       | Estats Units   | 1  | 1      | 0      | 2     |
| 3       | Alemanya       | 1  | 0      | 1      | 2     |
| 4       | Àustria        | 1  | 0      | 0      | 1     |
| 4       | Romania        | 1  | 0      | 0      | 1     |
| 6       | Finlàndia      | 0  | 1      | 0      | 1     |
| 6       | Itàlia         | 0  | 1      | 0      | 1     |
| 6       | Japó           | 0  | 1      | 0      | 1     |
| 9       | Suïssa         | 0  | 0      | 1      | 1     |
| 9       | Veneçuela      | 0  | 0      | 1      | 1     |